# Chacras de Coria
Chacras de Coria es un pequeño poblado y distrito del departamento Luján de Cuyo, enclavado en el oasis norte de la provincia de Mendoza, Argentina, a unos 13 kilómetros de la ciudad capital.
Guía web de chacras de coria Www.chacrasdecoria.ar 
Por sus características de un microclima agradable durante los meses estivales, ofrece un espeso verdor y suaves serranías, con lugares para la recreación.
También se destaca por ser un distrito de alto poder económico; en ella se encuentran numerosos barrios privados de una alta calidad de vida.
Esta región concentra un singular número de bodegas abiertas al turismo y una importante cantidad de museos, sitios históricos y también cuenta con una biblioteca popular que lleva el mismo nombre, creada por la comunidad hace ya más de 25 años y reconocida por la CONABIP. En los últimos años se ha desarrollado un polo gastronómico de gran concurrencia y variedad.
Los distritos de Luján de Cuyo que lo rodean, además de ser el corazón del circuito Los Caminos del Vino, también ofrecen atractivos como el Museo Emiliano Guiñazú - Casa de Fader. A un paso se encuentra la franja sur del Departamento Godoy Cruz.

## Toponimia
La localidad de Chacras de Coria debe su nombre a que en tiempos antiguos, las tierras pertenecían a la familia Coria. Una de las hijas, Victorina Coria, solía contar que la gente llamaba usualmente a estos parajes "La Chacra de los Coria", nombre que persistió a pesar de que sus descendientes vendieron sus tierras.

## Sismicidad
La sismicidad del área de Cuyo (centro oeste de Argentina) es frecuente y de intensidad muy alta, con un silencio sísmico de terremotos medios a graves cada 20 años.
- Sismo de 1861: aunque dicha actividad geológica catastrófica ocurre desde épocas prehistóricas, el terremoto del 20 de marzo de 1861 (164 años), con 12 000 muertes,[5] señaló un hito importante dentro de la historia de eventos sísmicos argentinos ya que fue el más fuerte registrado y documentado en el país. A partir del mismo los sucesivos gobiernos mendocinos y municipales han ido extremando cuidados y restringiendo los códigos de construcción.[4] Con el terremoto de San Juan del 15 de enero de 1944 (81 años) los gobiernos tomaron estado de la enorme gravedad crónica de sismos de la región.
- Sismo de 1920: de 6,8 de intensidad, destruyó parte de sus edificaciones y abrió numerosas grietas en la zona. Hubo 250 muertes por destrucción de casas de adobe[5][4]
- Sismo del sur de Mendoza de 1929: muy grave, y al no haber desarrollado ninguna medida preventiva, a pesar de haber transcurrido solo nueve años del anterior, mató a 30 habitantes por la caída de casas de adobe[4]
- Sismo de 1985: fue otro episodio grave,[6] de 9 s de duración, derrumbando el viejo Hospital del Carmen de Godoy Cruz.

## Parroquias de la Iglesia Católica
| Arquidiócesis | Mendoza                             |
| ------------- | ----------------------------------- |
| Parroquia     | Nuestra Señora del Perpetuo Socorro |